# Ÿ
La letra ÿ  se usa en el griego transcrito o transliterado a caracteres latinos  donde representa la sílaba no diptongada  αυ (alfa+ýpsilon), como en el nombre persa Artaÿctes mencionado por el historiador griego Heródoto.
La ÿ también es escasamente vista en algunos sustantivos propios franceses como en el nombre del suburbio parisino L'Haÿ-les-Roses y las poblaciones de Moÿ-de-l'Aisne, Faÿ-lès-Nemours y Aÿ-Champagne, las cuales en conjunto son las únicas cuatro comunas francesas que poseen una y con «tréma» (diéresis), en todos estos casos franceses el sonido es el de una "a-í" y "o-í" según la letra que precede a la ÿ. También se utiliza en el alfabeto fonético Internacional para la vocal cerrada central comprimida [véase vocal cerrada central redondeada]

## Uso en idiomas germánicos
En el idioma neerlandés arcaicamente se usaba a veces la ÿ [ɛi],[æi] que actualmente se debe escribir ij. 
En el idioma alemán es vista en algunos nombres como Boÿens, Croÿ y Deboÿ

## Uso en otros idiomas
La letra Ÿ aparece en el idioma húngaro y en el idioma español.
 
En el idioma húngaro hace la "ÿ" cuando en la época del barroco escribían ciertos apellidos nobles antiguos. Por ejemplo: Rostÿ, Konkolÿ, Demeczkÿ, Sidÿ, Persaÿ, Demenÿ etc.
En el idioma español se le conoce a un malware llamado ÿ.exe.
Actualmente no se utiliza esta letra en el idioma actual.

## Uso en idiomas africanos
La letra Ÿ aparece en el idioma yoruba, hausa y malgache.

En el alfabeto malgache representa una Y con diéresis, se usa como en el neerlandés antiguo como en Antananarÿ. 

## Codificación digital
En Unicode, la mayúscula Ÿ está codificada en U+0178 y la minúscula ÿ está codificada en U+00FF.
| Carácter      | Ÿ                                     | Ÿ                                     | ÿ                                   | ÿ                                   |
| ------------- | ------------------------------------- | ------------------------------------- | ----------------------------------- | ----------------------------------- |
| Unicode       | LATIN CAPITAL LETTER Y WITH DIAERESIS | LATIN CAPITAL LETTER Y WITH DIAERESIS | LATIN SMALL LETTER Y WITH DIAERESIS | LATIN SMALL LETTER Y WITH DIAERESIS |
| Codificación  | decimal                               | hex                                   | decimal                             | hex                                 |
| Unicode       | 376                                   | U+0178                                | 255                                 | U+00FF                              |
| UTF-8         | 197 184                               | C5 B8                                 | 195 191                             | C3 BF                               |
| Ref. numérica | &#376;                                | &#x178;                               | &#255;                              | &#xFF;                              |
| Ref. entidad  | &Yuml;                                | &Yuml;                                | &yuml;                              | &yuml;                              |